# Tinodes twilus
Tinodes twilus is een schietmot uit de familie Psychomyiidae. De soort komt voor in het Nearctisch gebied.